# درگ (شهر)
شهر دُرُگ (به مجاری: Dorog) درکوماروم-استرگوم در کشور مجارستان واقع شده‌است. جمعیت این شهر ۱۲٫۲۰۳ نفر است.